# Liste de croiseurs côtiers de moins de 6 mètres
Voici une liste (incomplète) de petits voiliers aptes à pratiquer la croisière côtière : ils possèdent une cabine avec au moins 2 couchettes et leur longueur de coque n'excède pas 6,00 m. Certains sont très sportifs et d'autres plutôt prévus pour la promenade familiale.
- Alizé 6 m, très sportif grâce à sa carène  très proche des dériveurs de sport construits par Jeanneau aux Herbiers en Vendée ; très reconnaissable grâce à sa ligne de liston en S
- Aloa 17 ex Jaka (Seb marine)
- Arcachonnais
- Arcoa 600
- Atao 2
- Béniguet
- Binic
- California 550
- Cap 450
- Cap 540
- Cap Breton
- Cap Corse
- Capelan, construit par Bénéteau, quille longue inspirée des canots de pêche traditionnels ; de nombreuses versions voile moteur hors-bord en puits ou même fixe ; très répandu dans les ports de Vendée
- Cavale
- Corsaire
- Delfine 19
- Edel 2
- Edel 5
- Edel 550
- Edel 600
- First 18
- Flamingo
- Flirt
- Forban
- Foxtrot
- Grand Large
- Hamac
- Hawk 20 cabine
- Jouet 17
- Jouet 18
- Jouet 550
- Jouet 600
- Kelt 550, construit de 1979 à 1982 à Vannes par Kelt Marine. Dessiné par l'architecte Gilles Ollier.
- Kouign Amann
- Lanaverre 510, L510  et L17
- Lanaverre 590
- Leisure 17
- Loctudy
- Maraudeur
- Menhir
- Micro challenger
- Micro Go 550
- Microsail 5,50
- Moustic
- Neptune 5,50, Go Neptune
- Olonois cabine
- Pen Duick 600, un des rares voiliers de cette taille construits en Duralinox. Éric Tabarly participa à sa conception, d'où son nom
- Piranha MK II
- Sandpiper 565
- Sherif
- Skellig 2
- Spéculation
- Speed Feet 18
- Sun Fast 17
- Sunway 21
- Super Marcouf
- Tiburon
- Tabasco

 autres liste de voiliers côtiers